# Udea phaealis
Udea phaealis is een vlinder uit de familie van de grasmotten (Crambidae), uit de onderfamilie van de Spilomelinae. De wetenschappelijke naam van deze soort is voor het eerst voorgesteld als Pionea phaealis door George Francis Hampson in een publicatie uit 1899.
De soort komt voor in Mexico (Veracruz de Ignacio de la Llave).